# RTSH
Радио-телевизија Албаније (алб. Radio Televizioni Shqiptar; RTSH; РТШ) је национална јавна радиодифузна компанија Албаније. Основан 1938. године и управља са неколико радио и телевизијских канала, преко домаће мреже предајника, као и преко сателита. Међународни телевизијски сервис преко сателита RTSH Satelit (бивши TVSH Sat) покренут је 1993. године и намењен је заједницама које говоре албански у Србији, Северној Македонији, Црној Гори и Грчкој, као и албанској дијаспори у остатку Европе. RTSH се финансира комбинацијом комерцијалног оглашавања, годишње накнаде за лиценцу од око 1000 динара, и субвенција албанске владе.
У првом мултиплексеру има 12 ТВ канала и 11 радио канала. RTSH такође одржава сателитски мултиплексер са 7 канала. RTSH 1 је водећи генералистички канал. RTSH 2 је посвећена нишним заједницама, укључујући културне и етничке мањине, које емитују вести на грчком, црногорском и арумунском језику. RTSH 3 је посвећен Албанцима који живе у иностранству. RTSH такође има наменске канале, за вести (RTSH-24), спорт, музику, децу итд. Поред тога, четири регионалне радио и ТВ станице опслужују локалне области у Ђирокастру, Корчи, Скадру и Кукешу.
Међународни радио сервис емитује радио програме на албанском и седам других језика путем интернет радија, радија на сателиту и на ОТТ-у са апликацијом за iOS и Android. Средњоталасна (AM) и краткоталасна (SW) емитовања су искључена 2017. године.
Емитер је активан члан Европске радиодифузне уније. Организује музичко такмичење Festivali i Këngës, које се емитује сваке године од 1962. године. Од 2003, на Festivali i Këngës се такође одређујe представник Албаније на Песми Евровизије.

## Историја

### Рани развој
Почеци RTSH датирају од настанка Радио Тиране 28. новембра 1938. године. Прву албанску радио станицу покренули су краљ Зог I (1895–1961) и краљица Џералдина Апоњи (1915–2002) на свечаности у бившој згради Општине Тирана.
Годину дана раније, краткоталасни предајник снаге 3  на 40 метара је пуштен у рад у Лапраки (Тирани) и намењен углавном за комуникацију, али је такође коришћен за емитовање 3 сата програма дневно. Прва емисија се састојала од хорског певања, где су Јорђи Труја и Марије Краја отпевали уводни комад, а затим је уследио јединствени тембар гласа Калиопи Нуши која је изговорила следећу фразу: „Mirëdita, kjo është Radio Tirana“ (прев. Добар дан, ово је Радио Тирана). Ово је званично означило прво емитовање Радио Тиране. Године 1987. емитовано је 66 сати програма на 20 страних језика сваког дана.
Године 1959. тадашњи директор Радио Тиране, Петро Кита, основао је први Експериментални телевизијски центар који је био основа за потоњу албанску телевизију, TVSH. Први тестни програм одржан је 29. априла 1960. године у 18.00 часова, а представио га је новинар Столи Бели. Званично лансирање је било заказано за 1. мај 1960. године. Емитовани су дечји филмови, а затим и програми за одрасле, три пута недељно по око сат времена. Телевизијски програми су редовно покретани до 1971. године. Емитовање у боји почело је 1981. године, а постало је редовно 1982. године. У 2002. TVSH је био на другом месту са уделом публике од 17,1%. Други канал, TVSH 2, почео је са експерименталним емитовањем 2003. године. TVSH је 2012. године покренуо неколико ексклузивно дигиталних канала.

### Комунистички период
Упркос малој величини земље и изолационистичкој политици, Радио Тирана је током Хладног рата била прилично велики међународни емитер. Његови програми су имали репутацију као једва више од досадне пропаганде.
Током савезништва Албаније са Кином 1960-их и 1970-их, Радио Тирана је морала да иде танком линијом између тога да буде антизападна и истовремено антисовјетска. Као таква, Радио Тирана је држала близу званичне политике Народне Републике Кине, која је истовремено била и антизападна и антисовјетска, али је и даље била социјалистичка. Након раскида односа са Кином, програмирање је и даље остало марксистичко-лењинистичког карактера.
Пољски комуниста Казимиерз Мијал (1910–2010) емитовао је своја радикална мишљења на пољском језику 1966–1978.
Током 1970-их, емитовања станице за Европу је вршено на фреквенцији 1214 , узрокујући сметње за британски BBC Radio One на истој фреквенцији. Током 1980-их и раних 1990-их међународно емитовање је вршено на 1395.  (заједно са разним краткоталасним фреквенцијама) и примљен је широм Европе током вечери и током ноћи. Радио Тирана је такође узнемирила многе радио-аматере у Европи користећи предајнике у 7  (40 метара) аматерском опсегу.
Године 1985. емитовао је само 2,5 сата дневно. Програм је почињао у 20:00 и завршаван у 22:30. Касније, 1986. године, емитовала је сваког дана по 4 сата, од 17:00 до 18:30 и од 20:00 до 22:30. Већина програма током комунистичке ере састојала се од пропагандних и информативних програма.
Током овог периода преовладавало је политички програм. Карактеристичне емисије су биле Марксизам-лењинизам – увек млада и научна доктрина и Социјализам и омладина. Прилог Прелиставање марксистичко-лењинистичке штампе рецензирани су часописи страних комунистичких партија повезаних са Албанском партијом рада. Остали програми укључивали су Упознавање са Албанијом, Листање писама наших слушалаца, Култура и уметност у социјалистичкој Албанији и Песма нашег живота. Радио Тирана је такође презентовала нередовне програме револуционарне музике из целог света, док је програм Шта смо видели у социјалистичкој Албанији понудио интервјуе са страним посетиоцима Албаније.
Интервални сигнал Радио Тиране током овог периода био је првих неколико тактова албанске револуционарне песме Në njërën dorë kazmën në tjetrën pushkën (прев. Са пијуком у једној руци и пушком у другој). Ова песма је такође служила као препознатљива мелодија у емисијама Радио Тиране на страним језицима. Пијук и пушка су били део логоа Албанске радио-телевизије током овог периода и могу се видети на горњој фотографији.
Током последњих месеци социјалистичке ере, отворено политички програм је драстично смањен, а напуштена је давно успостављена пракса пуштања Интернационале на крају сваког емитовања.
Слична идеолошка битка одиграла се и на телевизијском спектру. Посебно су погођени суседни ТВ сигнали италијанске RAI и југословенске РТВ Титоград. Током 1960-их, RAI је примљен у Тирани у пристојном квалитету. Како је време пролазило, RTSH је појачавао сигнал на локацији предајника на планини Дајти само за емитовање главног дневног билтена вести (TG1), филмова и програма за децу. Примећено је да су у информативном програму, извештаји који су садржали музичке концерте и папске активности, или чак редовни комерцијални спотови били блокирани. Слична појава се десила и са фреквенцијама РТВ Титоград.
Након пада комунистичког система, албанске ТВ фреквенције су почели да попуњавају разни западни емитери: од RAI до CNN International. 2002. године, ова пракса је делимично прекинута пошто је парламент усвојио закон којим су наведене мере заштите за албанску радиодифузну индустрију.
Радио Тирана је широко виђен као симбол који представља албанску културу у свету. Кроз своје образовне, културне и информативне програме емитоване на националном и међународном нивоу, Радио Тирана је одиграла важну улогу у преношењу културних вредности албанског народа. Станица је служила као прва академија албанског буквалног језика јер се у њеној архиви могу наћи занимљиви историјски артефакти попут говора Фан Стилијана Нолија или гласа албанског амбасадора уметности Александра Моисија. Штавише, служио је као место на коме су нови албански уметници најпре показали своје таленте који су касније постали иконе. У студијима ове станице први пут су се чули гласови Тефте Ташко-Коче, Марије Краје, Кристака Коче, Виктори Џачке и многих других. Поред тога, албанске личности као што су познати глумац Решат Арбана, певачица Ваче Зела и др Сулчебег водили су најпопуларније програме.

### Савремени
RTSH је доминирао албанским радиодифузним пољем до средине 1990-их, периода када су приватне радио и телевизијске станице почеле да заузимају огромне празне албанске фреквенције што је резултирало постепеним одливом мозгова. Привучени већим платама и другим погодностима, бројни искусни новинари и запослени напустили су емитер за место у новим медијима. На пример, актуелне популарне политичке ток емисије у Албанији као што је Opinion Блендија Февзијуа, раније E Diela Debat, или Fokus Роберта Папе, могу пратити њихове почетке на RTSH. Упркос одливу мозгова, институција је заузела водећу позицију у производњи програма из области грађанског, образовања и науке.
Један од посткомунистичких програма који је оставио трајан утисак био је онај талентованог шоумена Адија Красте, под називом Rreth Fatit për 12-Javë. Емисија је била уграђена у националну лутрију, нешто што се раније није видело у Албанији, и приказивала се на државној телевизији у ударном термину око пет сати без престанка, поред тога што је нудила мелодије познатих америчких песничких балада као што је I've Had The Time Of My Life Бил Медлија и Џенифер Ворнс и хит песма Auberge Криса Рија. Поред тога, амерички глумац албанског порекла Џејмс Белуши у емисији је путем ексклузивног интервјуа упутио поздраве албанском народу из Сједињених Држава. Други импресивни програми укључивали су 12 vallzime pa nje te shtune, Мис Албаније и музичке продукције Леонарда Бомбаја.
Емитер је познат по продукцији висококвалитетних документарних филмова о темама албанског националног наслеђа, као што су важне личности, прегледи албанских историјских региона и географски пејзажи. Сегмент позоришта на платну приказује позоришне представе протеклих година како у жанру драме тако иу комедији. Још једна позната продукција је Хапесире е Блерте, пољопривредна емисија, дуготрајан програм у потпуности посвећен албанској пољопривредној сцени и селу. Још један важан нагласак је свечани концертни шоу на крају године, годишњи телевизијски програм који је стилизован као прослава нове године у којем талентоване комичарске трупе из целе Албаније диригују разноврсним хумористичним скечевима.
До раних 2000-их, новинарско поље су представљале искусне иконе личности као што су водитељи вести Тефта Ради, Роланд Роши, Арбен Камбери, Рејз Чичо и Арбен Мевлани. Емитер такође има ексклузивно покривање дневних и посебних заседања Парламента Албаније.
Године 1997. у Албанији су образовне установе привремено затворене због грађанских немира . Као резултат тога, RTSH је емитовао наставне програме за барикадирану омладину, што је представљало замену за редовну наставу. RTSH је познат и по великом броју емисија за децу и адолесценте које се производе сваке године.
Новинари РТВ Приштине су 1999. године морали да напусте Приштину јер је ситуација на Косову ескалирала. Они су се привремено склонили у RTSH тако што су радили специфичне билтене вести о ситуацији у свом региону.
RTSH поседује и управља великим бројем предајника широм земље, као што су станице Fushe Dajt и Dajt на 1613m на планини Дајт на периферији Тиране. Као такви, одређени број западних радио и ТВ емитера изнајмљује сајтове да емитују сопствене канале од 1990-их.
RTSH је 6. маја 2016. именовао Тома Гелција за генералног директора пошто је место било упражњено годинама. Међутим, Гелчија је притворио Албанског специјалног суд за корупцију и организовани криминал због наводне корупције у процесима набавки.
Истрага Balkan Insight-а показала је да је емитер, упркос својој законској обавези да буде непристрасан, у ствари давао непропорционално извештавање о Социјалистичкој партији Албаније током кампање за парламентарне изборе у Албанији 2021. године.

## Радиодифузне куће

### Телевизија
| Лого | Канал  | Канал (превод) |  | Пренос                                  | Опис                                                        |
| ---- | ------ | -------------- |  | --------------------------------------- | ----------------------------------------------------------- |
|      |        |                |  | Дигитална земаљска телевизија           | Општи програм                                               |
|      | RTSH 2 | RTSH 2         |  | Дигитална земаљска телевизија           | Општи програм првенствено фокусиран на мањине               |
|      |        |                |  | Дигитална земаљска телевизија и сателит | Општи програм првенствено усмерен на дијаспору              |
|      |        | RTSH Филм      |  | Дигитална земаљска телевизија           | Међународни филмови и серије                                |
|      |        | Музика         |  | Дигитална земаљска телевизија и сателит | Албанска и међународна музика, култура, емисије             |
|      |        | Албански       |  | Дигитална земаљска телевизија и сателит | Албански филмови, култура и емисије                         |
|      |        | Школа          |  | Дигитална земаљска телевизија и сателит | Албански и међународни програми за децу и тинејџере         |
|      |        | Дете           |  | Дигитална земаљска телевизија           | Албански и међународни програми за децу                     |
|      |        | Спорт          |  | Дигитална земаљска телевизија           | спортске                                                    |
|      |        | Плус           |  | Дигитална земаљска телевизија и сателит | Албанска култура, емисије, музика                           |
|      |        |                |  | Дигитална земаљска телевизија и сателит | вести                                                       |
|      |        | Агро           |  | Дигитална земаљска телевизија           | Пољопривреда, путовања и туризам                            |
|      |        | Сателит        |  | Сателит                                 | Замена за                                                   |
|      |        | Скупштина      |  | Дигитална земаљска телевизија           | Преноси седнице парламента                                  |
|      |        | Ђирокастра     |  | Дигитална земаљска телевизија           | Локална телевизија која покрива област Ђирокастре и околину |
|      |        | Корча          |  | Дигитална земаљска телевизија           | Локална телевизија која покрива област Корче и околину      |
|      |        | Кукеси         |  | Дигитална земаљска телевизија           | локална телевизија која покрива подручје Кукеша и околину   |
|      |        | Скадар         |  | Дигитална земаљска телевизија           | локална телевизија која покрива област Скадра и околину     |

### Радио
- Радио Тирана (такође, Радио Тирана 1) је назив првог албанског радио програма, који се концентрише на вести, разговоре и прилоге
- Радио Тирана 2 је други радио програм намењен младима који емитује углавном музику
- Радио Тирана 3 је трећи радио програм посвећен свим жанровима албанске музике
- Радио Тирана Интернашонал је назив међународног сервиса који емитује програм на албанском, енглеском, француском. грчки, немачки, италијански, српски и турски
- Радио Тирана Класик је радио станица која емитује програм у Тирани на 101.2 MHz посвећен углавном класичној музици
- Радио Тирана Џез је радио станица посвећена џез класицима која емитује само дигитално, не кроз FM.
- Радио Тирана Дете је радио станица посвећена албанској деци
- Радио Корча у Корчи, Албанија
- Радио Ђирокастра у Ђирокастру, Албанија
- Радио Скадар у Скадру, Албанија
- Радио Кукеси у Кукесу, Албанија

### RTSH Тани
RTSH је 2017. године покренуо апликацију „RTSH Tani“ која корисницима Android и iOS уређаја омогућава да гледају све канале са дигиталне платформе RTSH укључујући и регионалне канале као што је ТВ Корча. Поред тога, апликација омогућава корисницима да гледају у назад ТВ садржај из последњих 7 дана за свих 9 канала.

## Лого
Представљање новог логотипа RTSH одржано је на отварању 56. националног музичког такмичења Festivali i Kenges 21. децембра 2017. године. Лого се састоји од правоугаоних облика који представљају принцип рационалности и фокус објектива камере. У међувремену, 2 обојена правоугаона облика представљају црвену и црну боју албанске заставе. Неки критичари су тврдили да логотип веома личи на хрватски јавни сервис ХРТ.
Године 2020. године, лого је модификован тако што су два квадратна облика готово преклопљена један преко другог, што га у великој мери разликује од ХРТ-а.

## Побољшања емитовања
Квалитет емитовања Радио Тиране постепено се побољшавао током година. После Другог светског рата примећена су приметна побољшања у покривености Албаније сигналом. Побољшања су такође примећена у екстерној служби, пошто је у новембру 1961. године отворен радио центар Шијак (Драч) опремљен са 3 предајника, 2 краткоталасна намењена спољној служби.
У децембру 1965. године свечано је отворена нова зграда Радио Тиране. Током наредних година, инсталирано је укупно 18 средњих и кратких таласних предајника, од којих је део дуги низ година преносио спољне сервисне програме Радио Тиране.
Године 2003. створен је атрактиван студио за ТВ вести и појачан је ТВ (TVSH) сигнал на VFH опсегу у Тирани. TVSH је постао доступан и на UHF и започето је експериментално емитовање другог ТВ канала TVSH 2. Касније је графика на екрану доживела екстремну преобразбу. FM канал у главном граду на 99,5  је стављен на Стерео, а други радио програм је проширен на 24 сата дневно.
RTSH је 2007. године покренуо своју званичну веб страницу са дневним вестима и разним информацијама о својим услугама. Интернет стрим Радио Тиране 3 покренут је 28. новембра 2008. од стране немачког тима Радија 700, док је Радио Тирана 1 стриминг покренут у јануару 2009. године.
RTSH је 2011. године покренуо директан пренос 50. издања Festivali i Kenges, што је вероватно први пут да је RTSH покренуо онлајн видео сервис за стриминг у својој историји.
2012. RTSH је почео да емитује у HD формату. 2013. RTSH је покренуо четири специјална канала укључујући: RTSH HD, RTSH Музике, RTSH Уметност и RTSH Спорт. RTSH са великом маргином држи монопол у руралним областима где његов сигнал доминира у етру.
 је 2017. године покренуо три додатна канала, укључујући: RTSH Деца и RTSH Парламент и RTSH 24.
Последњих година RTSH је унапредио ТВ студије и опрему за емитовање, покренуо велики број дигиталних ТВ канала, додао ТВ и радио стреам уживо на мрежи и поставио ТВ програме на YouTube.